# COLOR'z
COLOR'z（カラーズ）は、日本の女性アイドルグループ。BELL AGENCY（ベルエージェンシー）所属。カラーギャングアイドルをコンセプトに活動している。

## 略歴

### 2018年
2月25日、新宿ReNYでステージデビュー。
12月3日、新宿ReNYを舞台にワンマン公演「COLOR’z 1st One Man　Live^GANGSTAR PAERY Vol.1-」を行った。

### 2019年
6月4日、2ndワンマンライブをZepp Diver Cityで行った。

### 2020年
1月4日、3rdワンマンライブを恵比寿リギットルームで行った
。

### 2021年
6月11日、5thワンマンライブをEXシアター六本木で行った
。

### 2022年
3月1日、6thワンマンライブを川崎クラブチッタで行うことを発表。
2024年8月5日にZepp Shinjukuで開催する10thワンマンライブ「GANGSTER PARTY 10」をもって活動終了。

## メンバー
公式プロフィール
| 名前       | よみ            | 担当カラー | 生年月日              | 出身   | 備考                | 出典          |  |
| ---------- | --------------- | ---------- | --------------------- | ------ | ------------------- | ------------- |  |
| 橘れおな   | たちばな れおな | 赤         | 1996年7月2日（28歳）  | 大阪府 | オリジナルメンバー  | [ 9 ] [ 10 ]  |  |
| 一ノ瀬ゆい | いちのせ ゆい   | 青         | 2000年5月20日（25歳） | 兵庫県 | オリジナルメンバー  |               |  |
| 三葉ゆのん | みつば ゆのん   | 黄色       | ????年6月??日         | 東京都 | 2023年8月17日加入   |               |  |
| 結城ゆうか | ゆうき ゆうか   | オレンジ   | ????年6月??日         | 東京都 | 2023年8月17日加入   |               |  |
| 風愛ことり | かざめ ことり   | 白         | 1997年3月23日（28歳） | 大阪府 | 2023年9月24日再加入 | [ 11 ] [ 12 ] |  |

### 旧メンバー
| 名前       | よみ            | 担当カラー | 生年月日               | 出身     | 備考                                 | 出典          |  |
| ---------- | --------------- | ---------- | ---------------------- | -------- | ------------------------------------ | ------------- |  |
| 野々のん   | のの のん       | オレンジ   | 1998年8月18日（26歳）  | 神奈川県 | 2019年4月9日卒業                     | [ 13 ]        |  |
| 長瀬りりか | ながせ りりか   | 緑         | 1998年6月22日（27歳）  | 神奈川県 | 2020年1月18日卒業                    | [ 14 ] [ 15 ] |  |
| 菜ノ花れみ | なのはな れみ   | 黄         | 1997年1月7日（28歳）   |          | 2020年9月14日卒業                    | [ 16 ] [ 17 ] |  |
| 月野菜生   | つきの なお     | ピンク     | 1995年12月30日（29歳） | 埼玉県   | 2021年6月16日卒業                    | [ 18 ]        |  |
| 華月のの   | はなつき のの   | 紫         | ????年5月12日          | 青森県   | 2022年4月2日脱退                     |               |  |
| 神谷月雫   | かみや るな     | 黄         | 2002年4月12日（23歳）  | 東京都   | 2021年5月16日加入 2022年6月脱退      | [ 19 ]        |  |
| 池田朱花里 | いけだ あかり   | 紫         | 2001年8月31日（23歳）  | 福岡県   | 2022年11月11日加入 2023年8月16日卒業 |               |  |
| 北崎渚沙   | きささき なぎさ | ピンク     | 2003年10月30日（21歳） | 福岡県   | 2022年11月11日加入 2023年10月4日卒業 |               |  |
| 辻村美月   | つじむら みつき | 水色       | 1997年6月6日（28歳）   | 東京都   | 2019年9月14日加入 2024年3月3日卒業   |               |  |

## 作品
- 1st Mini Album「いろいろ」 -2018年6月26日発売。
- 2nd Mini Album「INIZIO」 -2019年3月21日発売。
- 1st Full Album「カラフル」 -2019年9月26日発売。
- 1st Single 「雨のち晴れ」 -2020年4月9日発売。
- 3rd Mini Album「GANGSTER LOVE」 -2022年1月26日発売。

## タイアップ
| 起用年 | タイトル      | タイアップ先                                             |
| ------ | ------------- | -------------------------------------------------------- |
| 2022年 | GANGSTER LOVE | テレビ神奈川（tvk）『関内デビル』2月度エンディングテーマ |